# Primo Sentimenti
 (octobre 2016).
Si vous disposez d'ouvrages ou d'articles de référence ou si vous connaissez des sites web de qualité traitant du thème abordé ici, merci de compléter l'article en donnant les références utiles à sa vérifiabilité et en les liant à la section « Notes et références ».
Primo Sentimenti couramment appelé Sentimenti V, né le 28 décembre 1926 à Bomporto, en Italie et mort le 13 octobre 2016 dans la même ville, est un footballeur professionnel italien.

## Biographie
Originaire de Bomporto, banlieue de Modène en Émilie-Romagne, c'est dans le club de sa ville d'origine le Modena FC que Primo Sentimenti commence sa carrière en 1945. Il y joue jusqu'en 1949, année où il va à l'AS Bari (repéré par l'entraîneur du club György Sárosi qui lui fait confiance et le fait découvrir aux yeux du grand public).
Après un an dans les Pouilles, il rejoint la Lazio de Rome en 1950 où il joue jusqu'en 1957. Il part ensuite pour l'Udinese et le Parme FC, en Serie B en 1959.
Il a joué au total 337 matchs et inscrit 27 buts en Serie A durant sa carrière.

### La famille Sentimenti
La famille des Sentimenti, dont Primo faisait partie, était connue en Italie pour avoir un certain nombre de footballeurs professionnels, dont certains frères de Primo, comme Ennio, Lucidio, Vittorio, ou encore Arnaldo.
Il y avait également son cousin Lino, ainsi que ses neveux Roberto et Andrea.
Les cinq frères Sentimenti étaient surnommés les Ciccio.